# Tomas Woldetensae
Andriu Tomas Woldetensae (Bologna, 30 aprile 1998) è un cestista italiano con cittadinanza eritrea.

## Biografia
È nato e cresciuto a Bologna da genitori eritrei. Porta il cognome della madre, Zaid Woldetensae, che lo ha cresciuto. Sul retro della maglia, il cognome è preceduto dalla lettera "B." in omaggio ad Alfio Benazzi, figura che ha sostenuto lui e la madre e che ha avuto un ruolo importante nella sua crescita, al punto da aggiungere legalmente il cognome Benazzi al suo originale.

## Carriera

### Club
Ha iniziato la sua carriera giovanile al BSL San Lazzaro all'età di tredici anni, mettendosi rapidamente in evidenza nel panorama giovanile nazionale.
Nel 2015 ha deciso di trasferirsi negli Stati Uniti per inseguire il sogno di diventare un giocatore professionista, venendo accolto dalla Victory Rock Prep di Bradenton, in Florida, dove è rimasto per due anni. A causa di problemi di eleggibilità non ha potuto essere ingaggiato da un ateneo della NCAA Division I, così si è trasferito all'Indian Hills Community College, nello stato dell'Iowa. Dopo un secondo anno in cui ha realizzato 17,3 punti a partita con il 47,6% al tiro da tre, Woldetensae è stato nominato giocatore dell'anno della Iowa Community College Athletic Conference (ICCAC) ed è stato inserito nella First Team All-American della NJCAA (National Junior College Athletic Association), l'associazione che raggruppa i junior e community college statunitensi.
Le sue prestazioni gli sono valse l'interesse di alcune università quali Arizona, UCF, Maryland e Oregon, ma alla fine ha scelto i campioni in carica della NCAA, la University of Virginia.
Il 15 febbraio 2020 ha segnato 18 punti, inclusa la tripla decisiva a meno di un secondo dalla fine, nella vittoria per 64-62 contro North Carolina.
Nel suo anno da junior ha registrato una media di 6,6 punti, 2,2 rimbalzi e 1,1 assist a partita, con il 36,1% da tre punti, mentre da senior ha chiuso con una media di 4,4 punti e 1,3 rimbalzi, tirando col 41,8% da tre.
Il 7 aprile 2021 ha annunciato l'intenzione di diventare professionista, rinunciando all'ulteriore stagione di eleggibilità concessa dalla NCAA a causa della pandemia di COVID-19.
Nel luglio 2021 è stato ufficializzato il passaggio alla sua prima squadra senior italiana, la Chieti Basket 1974 all'epoca militante in Serie A2. Ha cominciato la stagione segnando 8,5 punti in 22,1 minuti di utilizzo medio.
L'11 febbraio 2022 ha lasciato ufficialmente la formazione abruzzese per approdare alla Pallacanestro Varese in Serie A. Woldetensae con la Pallacanestro Varese ha giocato in due stagioni e mezzo un totale di 68 gare, realizzando nelle prime due la media di 9,8 e 9,5 punti a partita, mentre nella terza e ultima ha messo a segno 4,9 punti di media a gara.
Il 4 luglio 2024 ha sottoscritto un contratto biennale con la società Napoli Basket, altro club della massima serie, con facoltà di recesso bilaterale al termine della prima stagione. Woldetensae ha contribuito al raggiungimento della salvezza con una media di 5,9 punti, tirando con il 36,9% da tre in 21,3 minuti di gioco a partita.
Il 10 luglio 2025 la società Pallacanestro Reggiana ha annunciato di aver firmato un biennale con il giocatore.

### Nazionale
Woldetensae non ha mai fatto parte delle nazionali giovanili azzurre, anche perché ha ottenuto la cittadinanza italiana solo a diciotto anni, pur essendo nato e cresciuto a Bologna, a causa della normativa nazionale.
Il suo debutto con la nazionale italiana maggiore è avvenuto il 25 giugno 2022, in un'amichevole disputata a Trieste contro la Slovenia, partita in cui ha segnato 13 punti. Nel 2023 ha totalizzato altre sette presenze in azzurro, tra tornei amichevoli e gare di qualificazione ai Mondiali di quell'anno. Ad agosto, insieme a Guglielmo Caruso, è stato uno degli ultimi due giocatori esclusi dal CT Gianmarco Pozzecco nella selezione finale dei dodici convocati per il torneo mondiale.

## Statistiche

### NJCAA
| Anno      | Squadra      | PG | PT | MP   | TC%  | 3P%  | TL%  | RP  | AP  | PRP | SP  | PP   |
| --------- | ------------ | -- | -- | ---- | ---- | ---- | ---- | --- | --- | --- | --- | ---- |
| 2017-2018 | Indian Hills | 34 | 16 | 6,4  | 43,0 | 39,4 | 89,3 | 2,5 | 3,1 | 1,2 | 0,3 | 8,8  |
| 2018-2019 | Indian Hills | 28 | 27 | 14,1 | 46,7 | 47,6 | 88,8 | 2,8 | 2,5 | 1,0 | 0,3 | 17,3 |
| Carriera  | Carriera     | 62 | 43 | 9,9  | 45,2 | 44,4 | 89,0 | 2,6 | 2,8 | 1,1 | 0,3 | 12,7 |

### NCAA
| Anno      | Squadra            | PG | PT | MP   | TC%  | 3P%  | TL%  | RP  | AP  | PRP | SP  | PP  |
| --------- | ------------------ | -- | -- | ---- | ---- | ---- | ---- | --- | --- | --- | --- | --- |
| 2019-2020 | Virginia Cavaliers | 29 | 22 | 27,1 | 34,8 | 36,1 | 88,9 | 2,2 | 1,1 | 0,8 | 0,3 | 6,6 |
| 2020-2021 | Virginia Cavaliers | 22 | 4  | 13,4 | 41,0 | 41,8 | 90,9 | 1,3 | 1,0 | 0,5 | 0,0 | 4,4 |
| Carriera  | Carriera           | 51 | 26 | 21,2 | 36,6 | 37,7 | 90,0 | 1,8 | 1,1 | 0,7 | 0,2 | 5,6 |

#### Massimi in carriera
Dati relativi agli anni in Division I
- Massimo di punti: 27 vs Louisville (8 febbraio 2020)[19]
- Massimo di rimbalzi: 6 (3 volte)
- Massimo di assist: 4 (2 volte)
- Massimo di palle rubate: 4 vs Louisville (7 marzo 2020)
- Massimo di stoppate: 1 (9 volte)
- Massimo di minuti giocati: 43 vs Wake Forest (26 gennaio 2020)

### Cronologia presenze e punti in Nazionale
| Cronologia completa delle presenze e dei punti in Nazionale - Italia | Cronologia completa delle presenze e dei punti in Nazionale - Italia | Cronologia completa delle presenze e dei punti in Nazionale - Italia | Cronologia completa delle presenze e dei punti in Nazionale - Italia | Cronologia completa delle presenze e dei punti in Nazionale - Italia | Cronologia completa delle presenze e dei punti in Nazionale - Italia | Cronologia completa delle presenze e dei punti in Nazionale - Italia | Cronologia completa delle presenze e dei punti in Nazionale - Italia |
| Data                                                                 | Città                                                                | In casa                                                              | Risultato                                                            | Ospiti                                                               | Competizione                                                         | Punti                                                                | Note                                                                 |
| -------------------------------------------------------------------- | -------------------------------------------------------------------- | -------------------------------------------------------------------- | -------------------------------------------------------------------- | -------------------------------------------------------------------- | -------------------------------------------------------------------- | -------------------------------------------------------------------- | -------------------------------------------------------------------- |
| 25/06/2022                                                           | Trieste                                                              | Italia                                                               | 71 - 90                                                              | Slovenia                                                             | Amichevole                                                           | 13                                                                   | [ 20 ]                                                               |
| 23/02/2023                                                           | Livorno                                                              | Italia                                                               | 85 - 75                                                              | Ucraina                                                              | Qual. Mondiali 2023                                                  | 0                                                                    | [ 21 ]                                                               |
| 26/02/2023                                                           | Cáceres                                                              | Spagna                                                               | 68 - 72                                                              | Italia                                                               | Qual. Mondiali 2023                                                  | 3                                                                    | [ 22 ]                                                               |
| 04/08/2023                                                           | Trento                                                               | Italia                                                               | 90 - 89 dts                                                          | Turchia                                                              | Torneo amichevole                                                    | 3                                                                    | [ 23 ]                                                               |
| 05/08/2023                                                           | Trento                                                               | Italia                                                               | 79 - 61                                                              | Cina                                                                 | Torneo amichevole                                                    | 0                                                                    | [ 24 ]                                                               |
| 09/08/2023                                                           | Atene                                                                | Italia                                                               | 89 - 88                                                              | Serbia                                                               | Torneo Acropolis 2023                                                | 0                                                                    | [ 25 ]                                                               |
| 10/08/2023                                                           | Atene                                                                | Grecia                                                               | 70 - 74                                                              | Italia                                                               | Torneo Acropolis 2023                                                | 0                                                                    | [ 26 ]                                                               |
| 13/08/2023                                                           | Ravenna                                                              | Italia                                                               | 98 - 65                                                              | Porto Rico                                                           | Amichevole                                                           | 0                                                                    | [ 27 ]                                                               |
| Totale                                                               |                                                                      | Presenze                                                             | 8                                                                    |                                                                      | Punti                                                                | 19                                                                   |                                                                      |